# Wilhelm Mäurer
Wilhelm Mäurer (* 8. Mai 1898 in Gladbach (Eifel); † 1987) war ein deutscher Polizeibeamter der Geheimen Staatspolizei.

## Leben und Wirken
Mäurer war seit 1929 politischer Dezernent bei der Regierung in Trier und persönlicher Referent des dortigen Regierungspräsidenten Konrad Saaßen. 1933 wurde er zum Regierungsrat befördert und mit dem Aufbau der Stapostelle in Trier betraut. Dem Historiker Graf zufolge kam dieser eine besondere Bedeutung im Hinblick auf die „Emigrantenbekämpfung“ und die „Rückgewinnung der Saar“ zu. Zum 1. Mai 1933 trat Mäurer der NSDAP bei (Mitgliedsnummer 3.012.761).
Im Dezember 1933 wurde Mäurer zunächst für drei Monate in das Geheime Staatspolizeiamt (Gestapa) in Berlin abgeordnet, wo er im Dezernat II F (Ausländer, Emigranten, Juden, Freimaurer und Saargebiet) beschäftigt wurde. Am 8. Februar 1934 folgte seine endgültige Übernahme in diese Behörde. Eigenen Angaben zufolge war Mäurer zur Abwehr von Parteieinflüssen und Übergriffen in das Gestapa abgeordnet worden. Der erste Gestapo-Chef Rudolf Diels behauptete dagegen nach dem Krieg, Mäurer sei an den Intrigen der Schutzstaffel-Führung gegen ihn beteiligt gewesen, die im April 1934 in die Übernahme der Gestapo durch Heinrich Himmler und Reinhard Heydrich mündeten. Nach dem 20. April 1934 wurde Mäurer zur Regierung in Hannover versetzt. 1939 wurde er zum Oberregierungsrat befördert und nach Karlsbad in den Reichsgau Sudetenland versetzt. 1942 wurde er dort zum Regierungsdirektor befördert. 
Nach dem Zweiten Weltkrieg wurde Mäurer im Rahmen der Entnazifizierung in die Kategorie IV (Mitläufer) eingestuft und anschließend als Regierungsdirektor im Kultusministerium von Nordrhein-Westfalen beschäftigt. Die von Mäurer kommentierte Polizeiverwaltungsordnung für den Reichsgau Sudetenland wurde in der Deutschen Demokratischen Republik auf die Liste der auszusondernden Literatur gesetzt. Graf zufolge sprechen die Mäurer betreffenden Akten „für eine politisch bedeutsame und erfolgreiche Tätigkeit Mäurers im Dienst und im Sinne der Gestapo beziehungsweise der nationalsozialistischen Machthaber in der Ära Diels“. Mäurer war seit 1920 Mitglied der katholischen Studentenverbindung KDStV Alania Bonn.

## Schriften
- Die Polizeiverwaltungsverordnung für den Reichsgau Sudetenland. Mit einschlägigen Gesetzen, Verordnungen und Erlassen. Deutscher Gemeindeverlag, Berlin 1940.